# Idioma yurats
El idioma yurats fue una lengua samoyeda normalmente hablado en la tundra de Siberia, al oeste del río Yeniséi. Se extinguió en los primeros años del siglo XIX. El idioma yurats fue un miembro transicional conectado con los idiomas idioma nenets y enets de la familia samoyeda.